# المكس

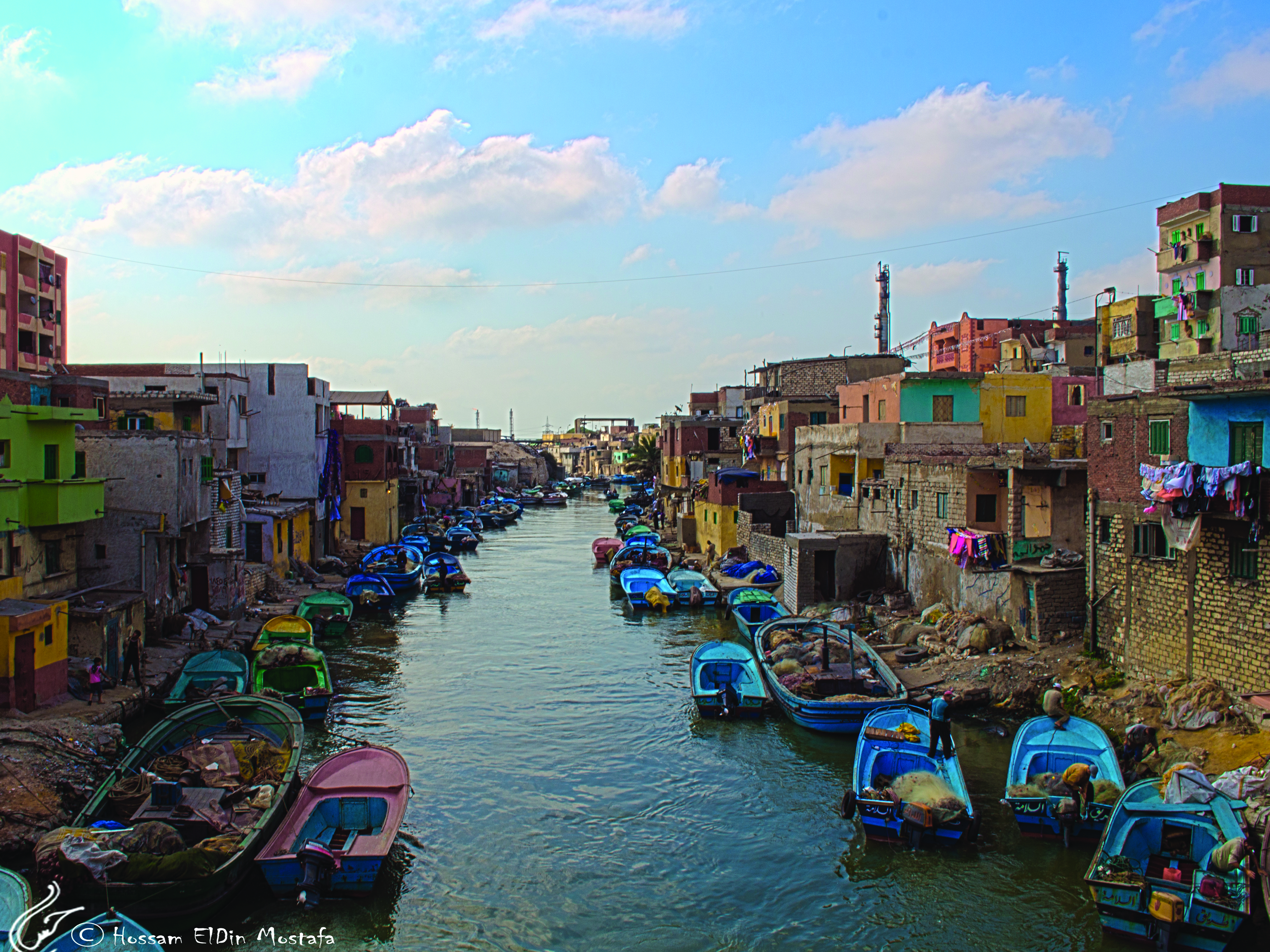

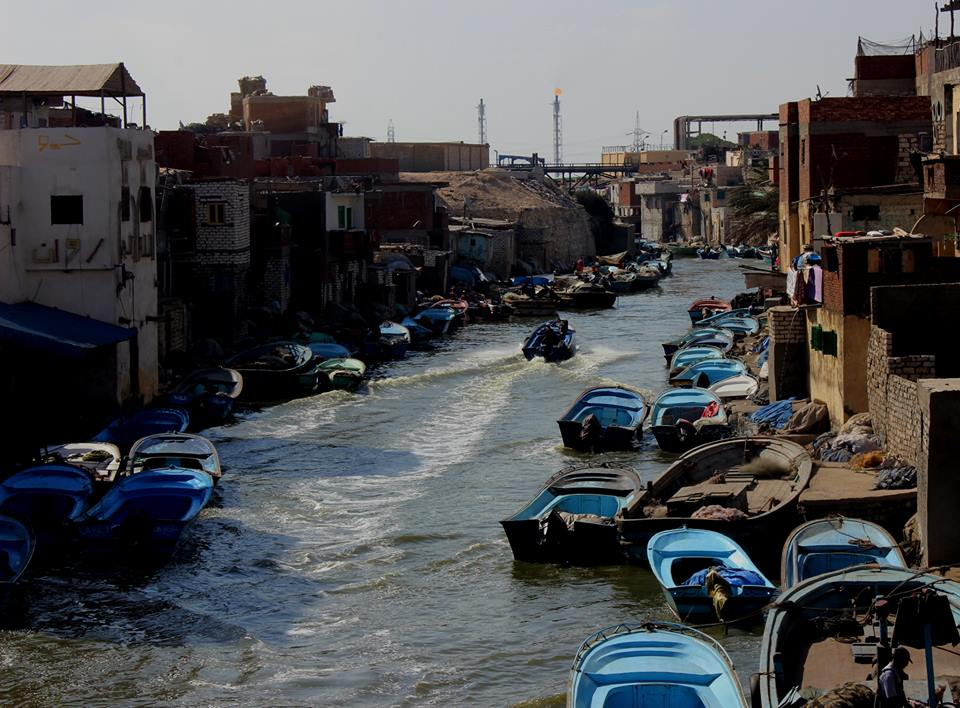

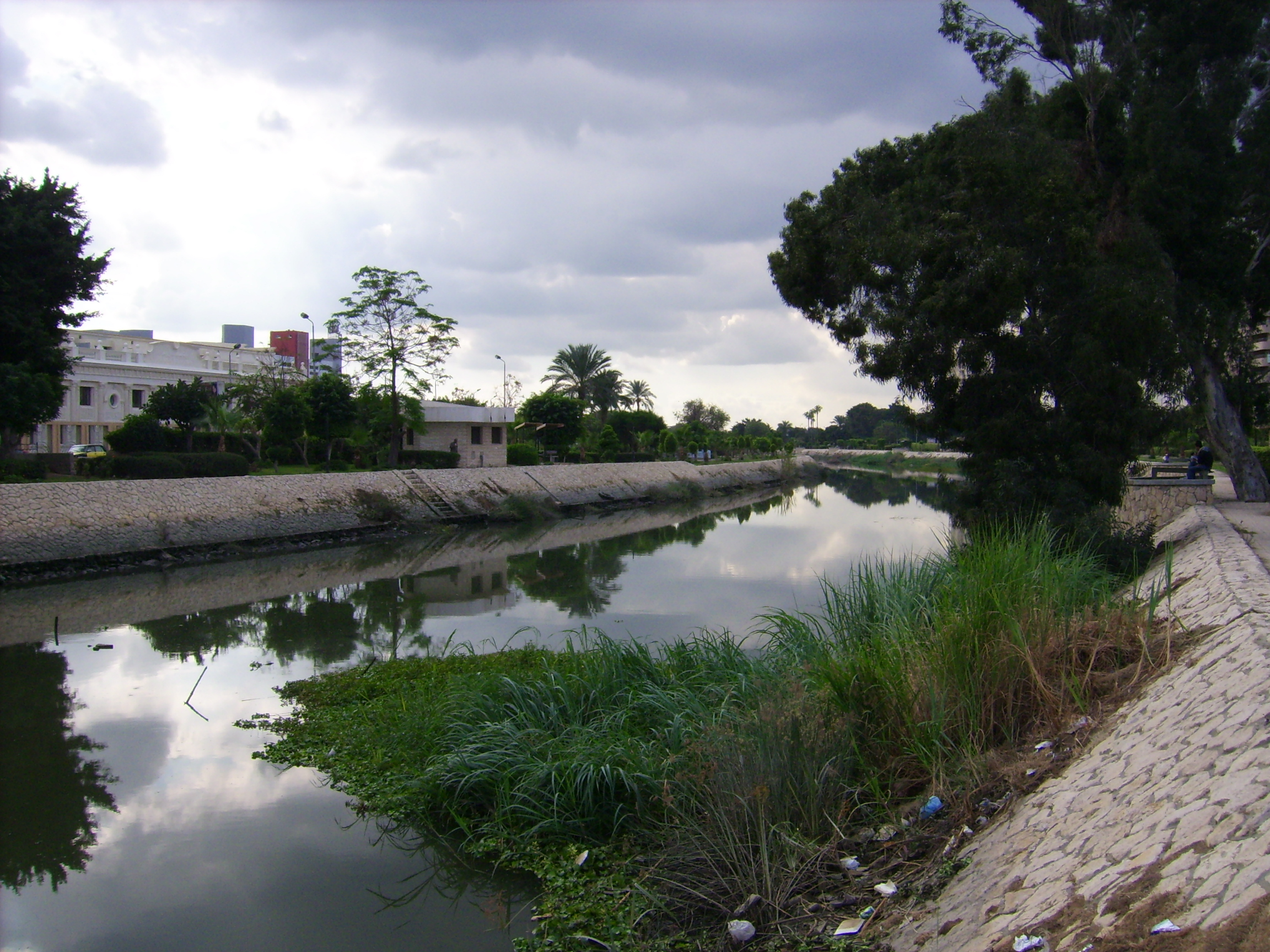
ترعة المحمودية

المكس هو أحد أحياء مدينة الإسكندرية يقع في دائرة حي العامرية في غرب الإسكندرية. سُميَ بالمكس من المكوس أي الجمارك وكانت تٌحصل في هذه المنطقة للبضائع الواردة من الغرب

## قرية الصيادين

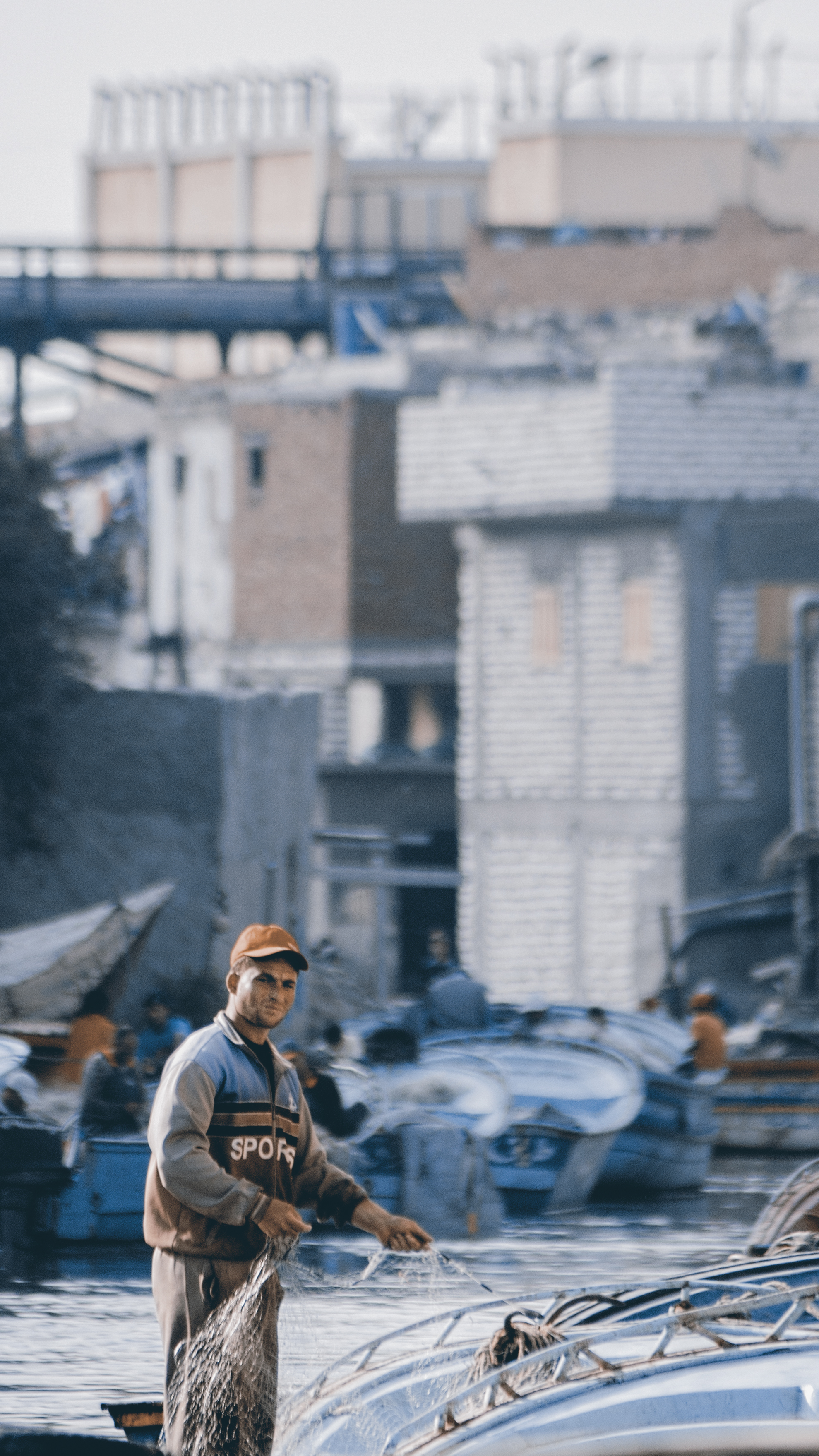
صياد في حي الصيادين

تعتبر منطقة المكس ذات طبيعة خاصة حيث تتراص مساكن الصيادين حول مصب مياه ترعة المحمودية العذبة وهي تصب في البحر المتوسط، الطابع الشعبي هو السمة الرئيسية للمكان، الذي لا يعرف على وجه اليقين تاريخ ظهوره للحياة. ويحترف معظم قاطنيه حرفة صيد الأسماك عبر قوارب صغيرة يتوارثونها من جيل إلى آخر. بينما تمتد منازلهم على مسافة كيلومتر ونصف الكيلومتر، وتتميز بنسق معماري بدائي يأخذ شكل المدرج، بحيث ترى كل البيوت مياه البحر بلا فواصل. ولعل أهم المشاهد المميزة في تلك المنطقة، هو تجمعات الصيادين على القوارب لحياكة الشباك وتجهيزها للصيد.